# Kulturbrauerei
Il Kulturbrauerei Prenzlauer Berg è un ex-birrificio di Berlino attualmente adibito ad uso culturale e ricreativo. 
Si estende su 25.000 m² ed è tutelato dal 1974 come monumento storico.

## Storia

### Fondazione e acquisizioni successive
Nel 1842 August Heinrich Prell, chimico e farmacista già gestore di una birreria bavarese a Berlino in Jacobstraße 26, rilevò 
la cantina di maturazione del birraio Wagner a Schönhauser Allee 39. Dopo la sua morte nel 1853, Jobst Schultheiss (1802-1865) acquisì la fabbrica di birra e, nonostante l'inesperienza del settore, diede al marchio la notorietà di cui ancora oggi gode.
Nel 1864 Jobst Schultheiss, per motivi di salute, vendette l'attività per 210.000 talleri al commerciante Adolf Roesicke che lasciò la gestione commerciale al figlio Richard, di 19 anni, e la produzione al mastro birraio Johann Mathias Beck. 
Alle capacità gestionali di Richard, si affiancò l'introduzione nel 1867 della nuova tecnologia a vapore che divenne un importante fattore di crescita della produzione e spinse la famiglia Roesicke a estendere la proprietà del birrificio da due acri a dodici acri oltre a rendere necessaria, nel 1871, la trasformazione dell'azienda in società per azioni con un investimento iniziale di 900.000 marchi.
Nel 1872 venne acquistata la fabbrica di malto di Pankow, nel 1880 venne introdotta la birra in bottiglia e infine nel 1883-84, venne installata nel birrificio la macchina frigorifera Linde che permise di affrancarsi dall'approvvigionamento di ghiaccio naturale.
Proprio la necessità di installare celle frigorifere nel birrificio e l'ampliamento della proprietà, che giunse ad avere una superficie di circa 25. 000 m², furono alla base dell'incarico conferito nel 1887 all'architetto berlinese Franz Heinrich Schwechten (1841-1924)che progettò la nuova costruzione del birrificio Schultheiss. 
Nel 1891 la birreria Schultheiss si fuse alla Tivoli diventando il più grande birrificio della Germania e l'anno dopo, nel 1892, secondo il progetto di Schwechten, venne inaugurata la birreria all'aperto che divenne subito un punto di riferimento per il tempo libero dei berlinesi.

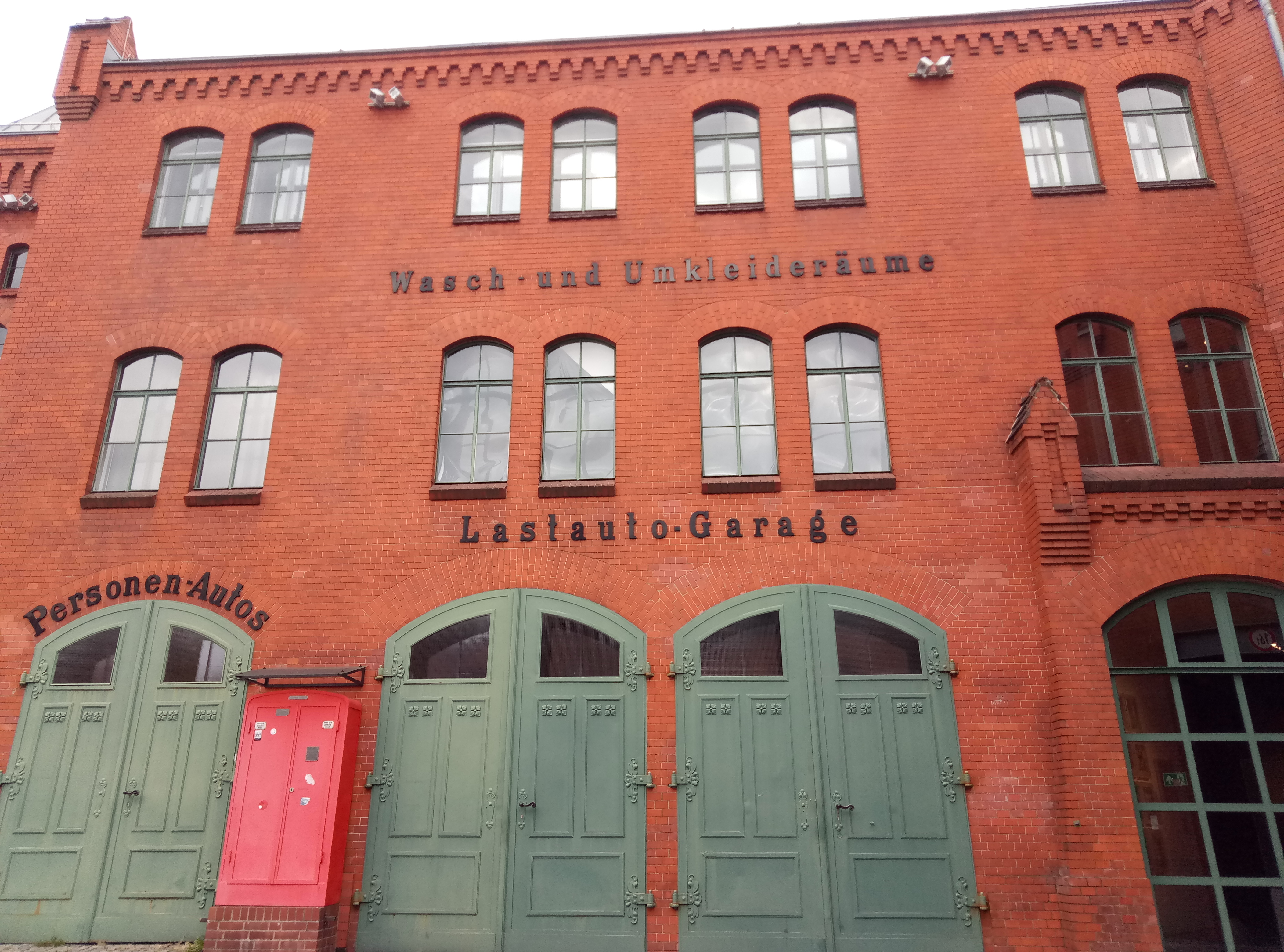
Kulturbrauerei

Del 1896 fu la fusione con la birreria Zum Waldschlößchen AG di Dessau, il successivo reparto III e del 1898 l'acquisizione della fabbrica di birra Borussia a Niederschöneweide, il futuro reparto IV. 
Richard Roesicke morì nel 1903 lasciando un birrificio che da medio-piccolo con una produzione annua di circa 10.000 ettolitri, era arrivato a 937.000 ettolitri annui facendogli guadagnare il titolo di più grande birrificio europeo fino alla fine della Seconda Guerra Mondiale..
Oltre alle indiscutibili capacità manageriali, Roesicke è ancora oggi riconosciuto per il suo impegno politico e sociale a favore del benessere dei lavoratori per essersi fatto promotore di iniziative per la salute e la sicurezza sul lavoro e le assicurazioni sociali, oltre ad aver fondato nel 1883 a Berlino l'Istituto Sperimentale ed Educativo per la Birra, ancora oggi leader nella formazione di tecnici e tecnologi di birreria .
Un'altra pietra miliare nella storia della birreria Schultheiss fu la fusione con la Patzenhofer-Brauerei AG nel 1920. Dalla fusione nacque la Schultheiss-Patzenhofer-Brauerei-Aktiengesellschaft, la più grande birreria lager del mondo con sede a Schönhauser Allee.
Tra il 1925 e il 1930 furono apportate modifiche strutturali alla vecchia caldaia e alla sala macchine e parti dello stabilimento di produzione furono trasformate in uffici.

### La birreria durante il Nazionalsocialismo e la Seconda Guerra Mondiale
Nel 1937 la birreria fu nominata "azienda nazionalsocialista modello", gestita come impresa militare e riconvertita alla produzione bellica negli anni 1941-45.
Nell'edificio, all'interno di una stalla, i prigionieri di guerra polacchi, francesi e italiani furono alloggiati e sfruttati per lavori ausiliari mentre a partire dal 1942 la Telefunken AG condusse la produzione di armamenti proprio nelle cantine della birreria servendosi di prigionieri ucraini.

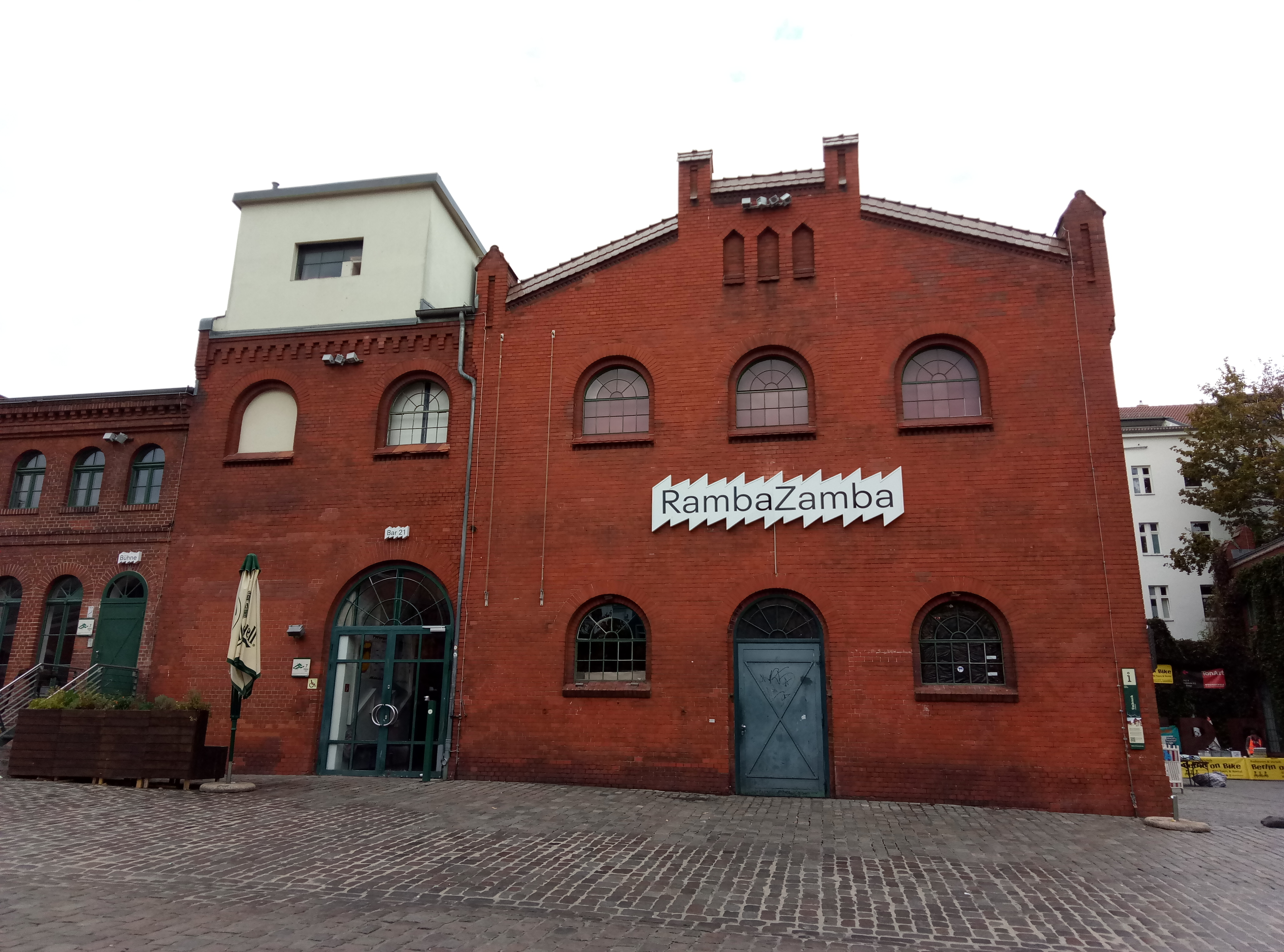
Kulturbrauerei Berlino - Teatro Ramba Zamba

La sezione H del comando della "Fortezza di Berlino" si rifugiò in una cantina durante la Battaglia di Berlino negli ultimi giorni della guerra, e numerosi disertori e residenti che issarono la bandiera bianca furono fucilati nei cortili. 
Gli edifici del birrificio sopravvissero alla guerra relativamente intatti, permettendo la ripresa dell'attività del birrificio. Per ordine delle forze di occupazione, il 30 ottobre 1945 l'azienda fu confiscata e trasformata in una società per azioni sovietica fino a quando non fu convertita nella proprietà statale VEB Schultheiss-Brauerei Schönhauser Allee.

### La fine della birreria

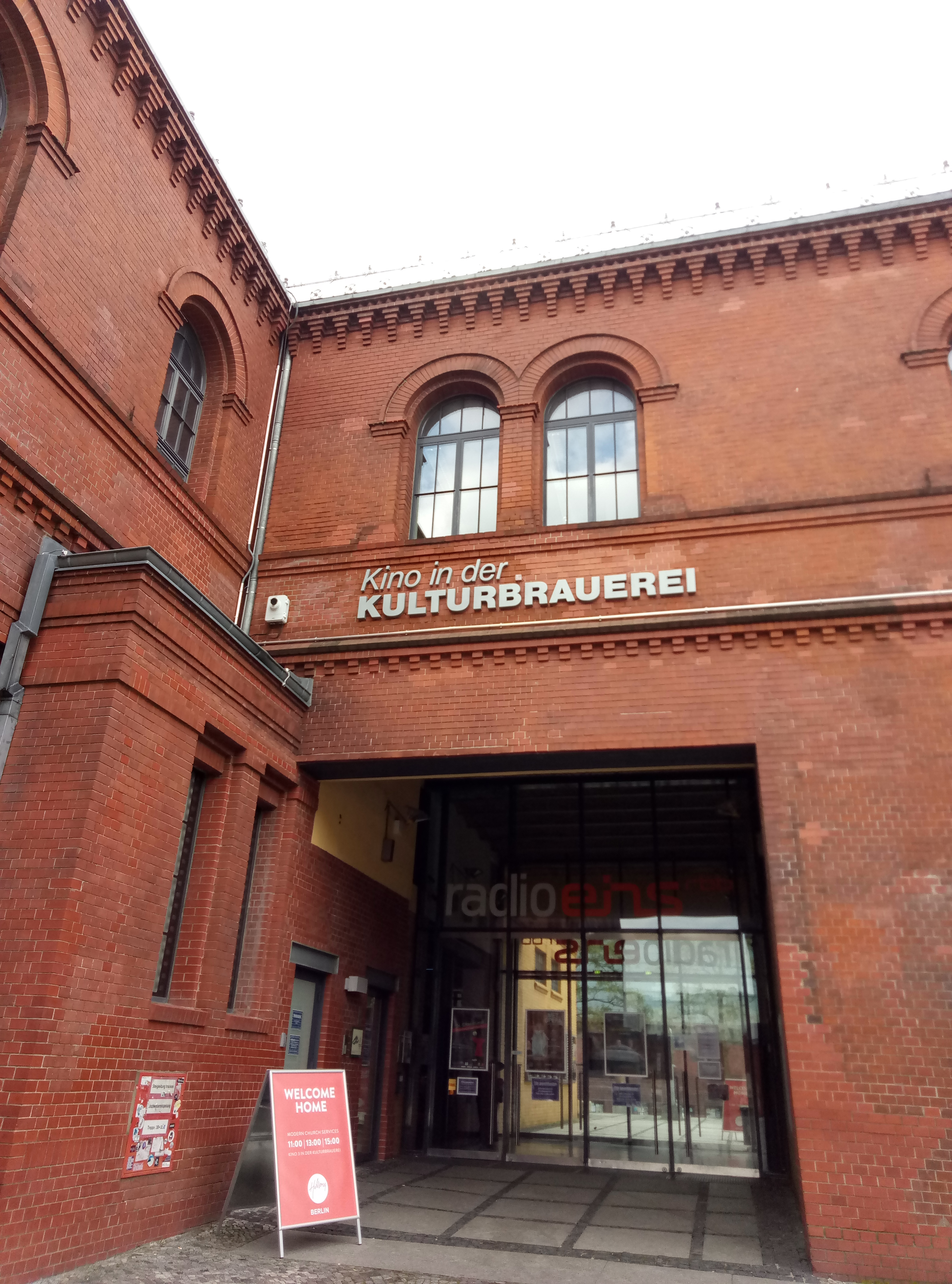
Cinema nel Kulturbrauerei Berlino

Il 1967 segnò la fine definitiva delle attività della fabbrica di birra. L'usura dell'impianto causò l'interruzione della produzione sul sito e il conseguente smantellamento dei macchinari. Alcuni degli edifici furono temporaneamente utilizzati da un mercato all'ingrosso di mobili e come casinò sportivo. Le birre della VEB Schultheiss-Brauerei furono da questo momento in poi prodotte nella Leninallee. 
Per l'unicità della sua architettura, il complesso birrario nel 1974 fu dichiarato monumento storico protetto. 
Dopo il cambiamento politico del 1990, la Treuhandanstalt rilevò il sito, minacciato di decadenza. Un anno dopo iniziò la rinascita culturale con la fondazione della KulturBrauerei gGmbH. Per vendere l'immobile fu indetto un concorso di investitori. Sebbene vi fossero varie parti interessate che volevano far rivivere il sito dell'ex birrificio, alla fine ritirarono l'offerta. La Treuhandanstalt consegnò quindi il sito alla Treuhandliegenschaftsgesellschaft con il compito di agire come cliente.
Il compito consisteva nello sviluppo di un progetto autonomo e nella riabilitazione del sito nel suo complesso. 
Nel 1996, TLG presentò un progetto per un uso culturale misto che prevedeva la coesistenza di attività non-profit e commerciali, la creazione di studi, gallerie, uffici, ristoranti e punti vendita al dettaglio. 
Con l'assistenza e il sostegno del presidente del Bundestag Wolfgang Thierse, il contratto di sviluppo urbano fu concluso nel 1998 e i permessi di costruzione concessi successivamente. Il 19 settembre 1998 si svolse la cerimonia inaugurale per la riqualificazione. Il progetto da 100 milioni di marchi fu finanziato da TLG. Poiché la Kulturbrauerei rappresentava un elemento dominante dell'architettura industriale in Germania, le strutture e gli elementi costruttivi originali dell'edificio furono in gran parte mantenute e le vecchie scritte restaurate a ricordo dell'utilizzo originario dell'edificio.
Nel corso del 1999 fu riaperto il locale caldaie, il supermercato si insediò dove un tempo si trovava il reparto birre in bottiglia,  l'associazione dei non udenti si trasferì nella torre e il 31 dicembre il SODA Club inaugurò con una grande festa di Capodanno nell'ex stazione di rifornimento.
Nel 2000 i lavori di ristrutturazione sono stati completati e diversi altri inquilini si sono trasferiti negli edifici, tra cui un cinema, il Teatro da camera russo e numerose istituzioni culturali. Nel dicembre 2012 il governo federale ha venduto il TLG all'investitore statunitense Lone Star per 1,1 miliardi di euro, diventando così il nuovo proprietario della Kulturbrauerei.

## Utilizzo odierno
Il Kulturbrauerei ospita vari eventi, concerti e festival (tra cui concorsi bandistici e festival teatrali). Tra le attività presenti:
- frannz Club & Ristorante
- Associazione non udenti
- Krautreporter (Online-Magazin)
- Sonnenklar.TV (agenzia viaggi)
- Ch. Links editore
- be.bra editore
- New York University
- TLG immobiliare

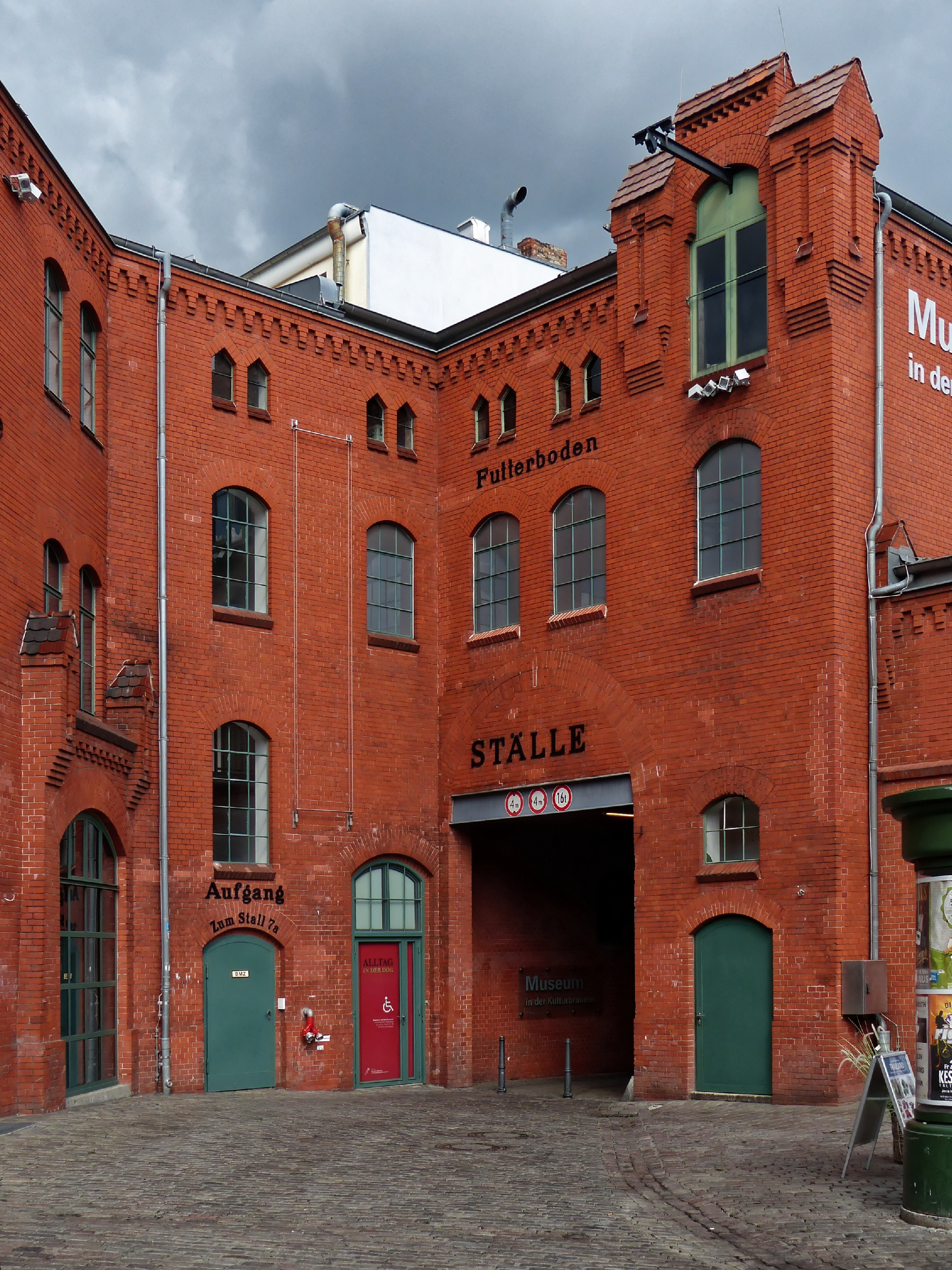
Vecchie scritte restaurate a ricordo dell'utilizzo originario

- TIC - centro informativo turistico
- Green Living - negozio di design
- Close-up-Club
- Mamapost - società di produzione
- Pool and Cigar - biliardo
- Quandoo - piattaforma di prenotazioni online
- Scuola di teatro Goldoni
- Ladycompany - palestra per donne
- Centro di danza
- Accademia Jangada - scuola di Capoeira
- Cinema nel Kulturbrauerei
- Soda / Club 23
- Berlin on bike
- Museo "vita quotidiana nella RDT"
- teatro RambaZamba
- Casa della Poesia
- Scuola di musica TonArt
- Supermercato Rewe
- Mercatino di Natale di Santa Lucia